# Xenopus fraseri
Xenopus fraseri (tên tiếng Anh: Fraser's Platanna) là một loài ếch trong họ Pipidae.
Nó được tìm thấy ở Angola, Cameroon, Cộng hòa Trung Phi, Cộng hòa Congo, Cộng hòa Dân chủ Congo, Guinea Xích Đạo, Gabon, và có thể Rw vàa.
Các môi trường sống tự nhiên của chúng là các khu rừng ẩm ướt đất thấp nhiệt đới hoặc cận nhiệt đới, sông, sông theo mùa, hồ nước ngọt, hồ nước ngọt có nước theo mùa, đầm nước ngọt, đầm lầy nước ngọt có nước theo mùa, vườn nông thôn, các khu rừng trước đây bị suy thoái nặng nề, và ao, hồs.

## Hình ảnh

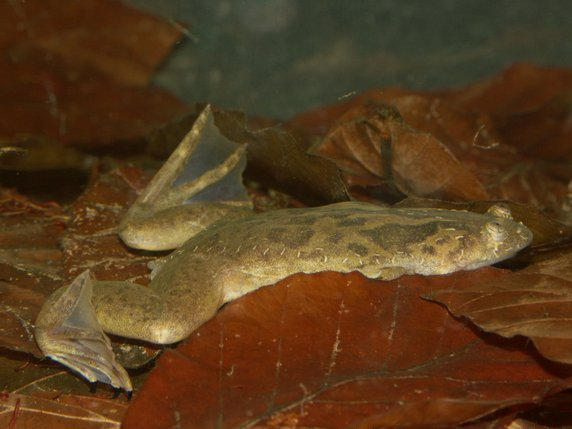
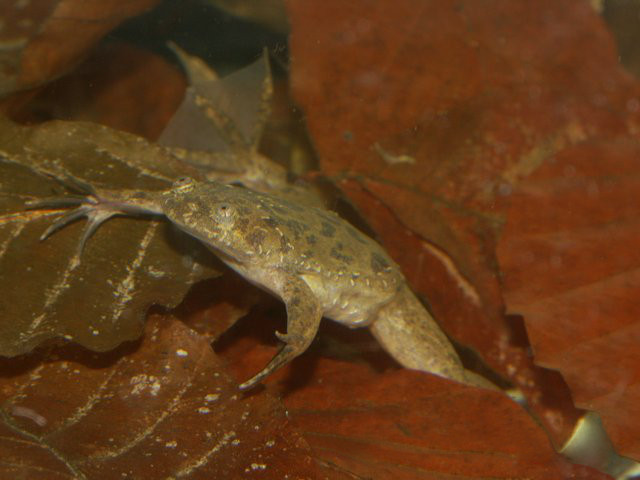
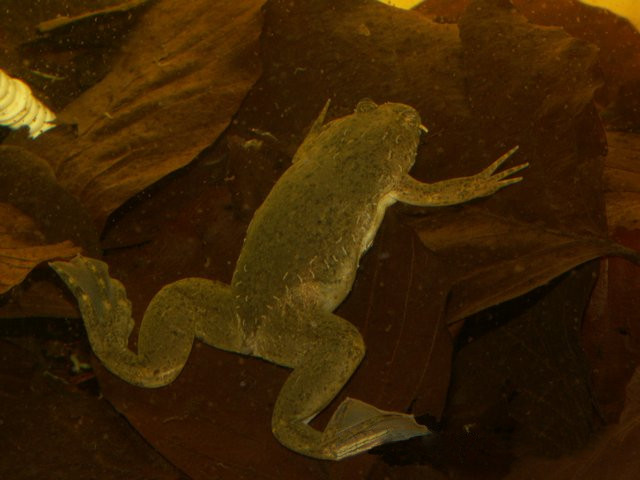
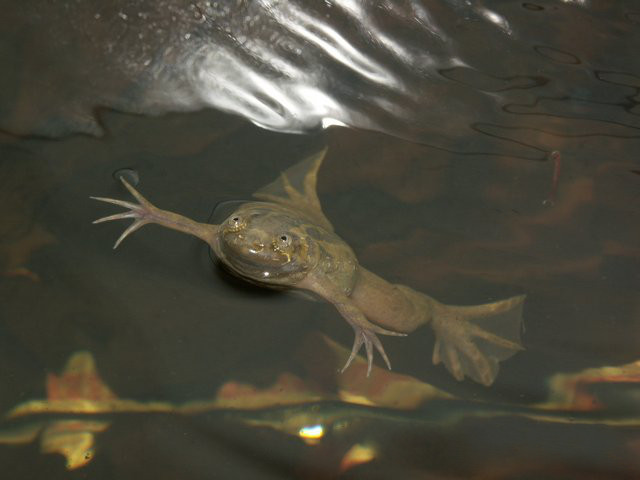